# Jesuitenschloss

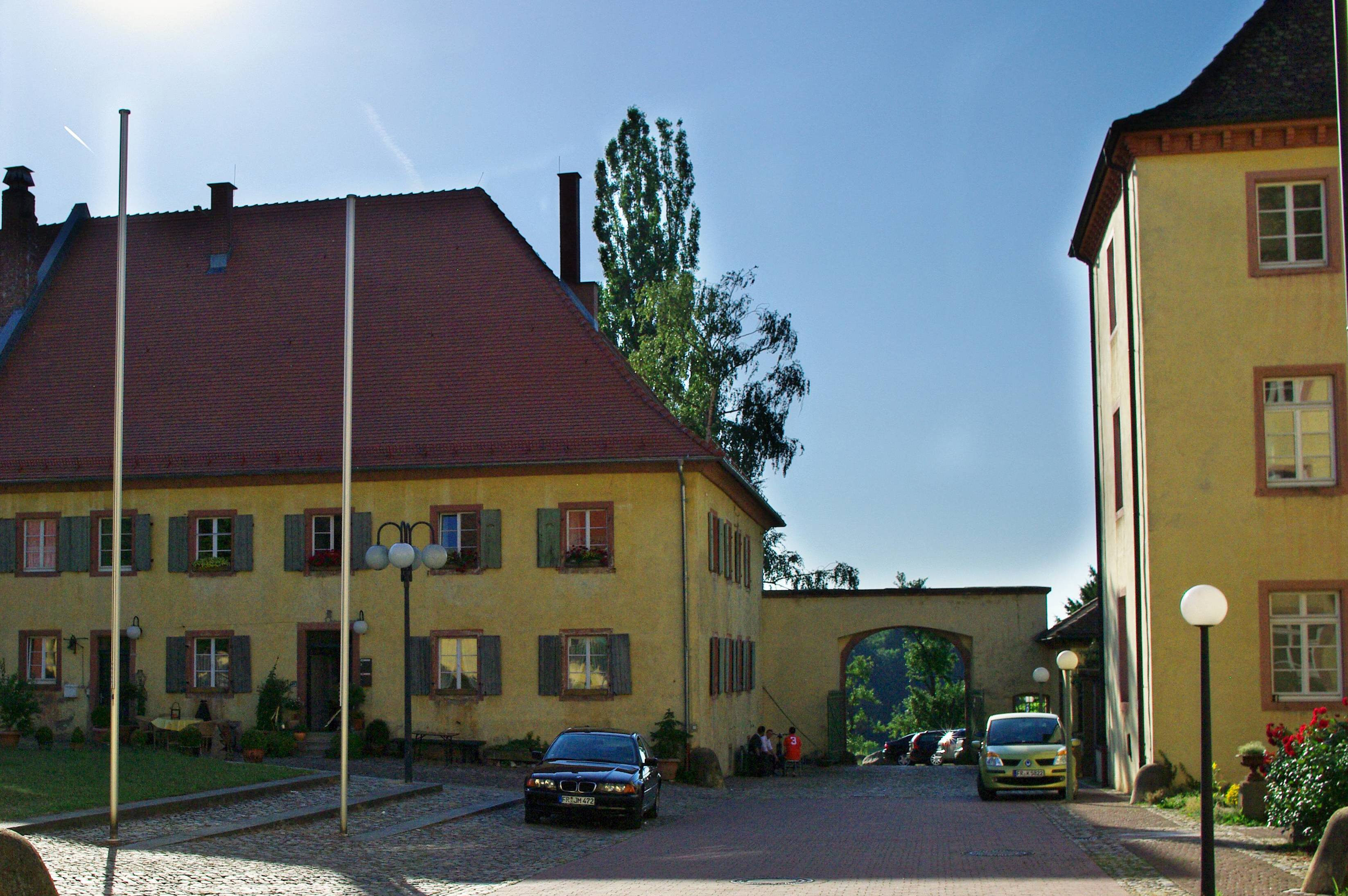
Der Hof des Jesuitenschlosses

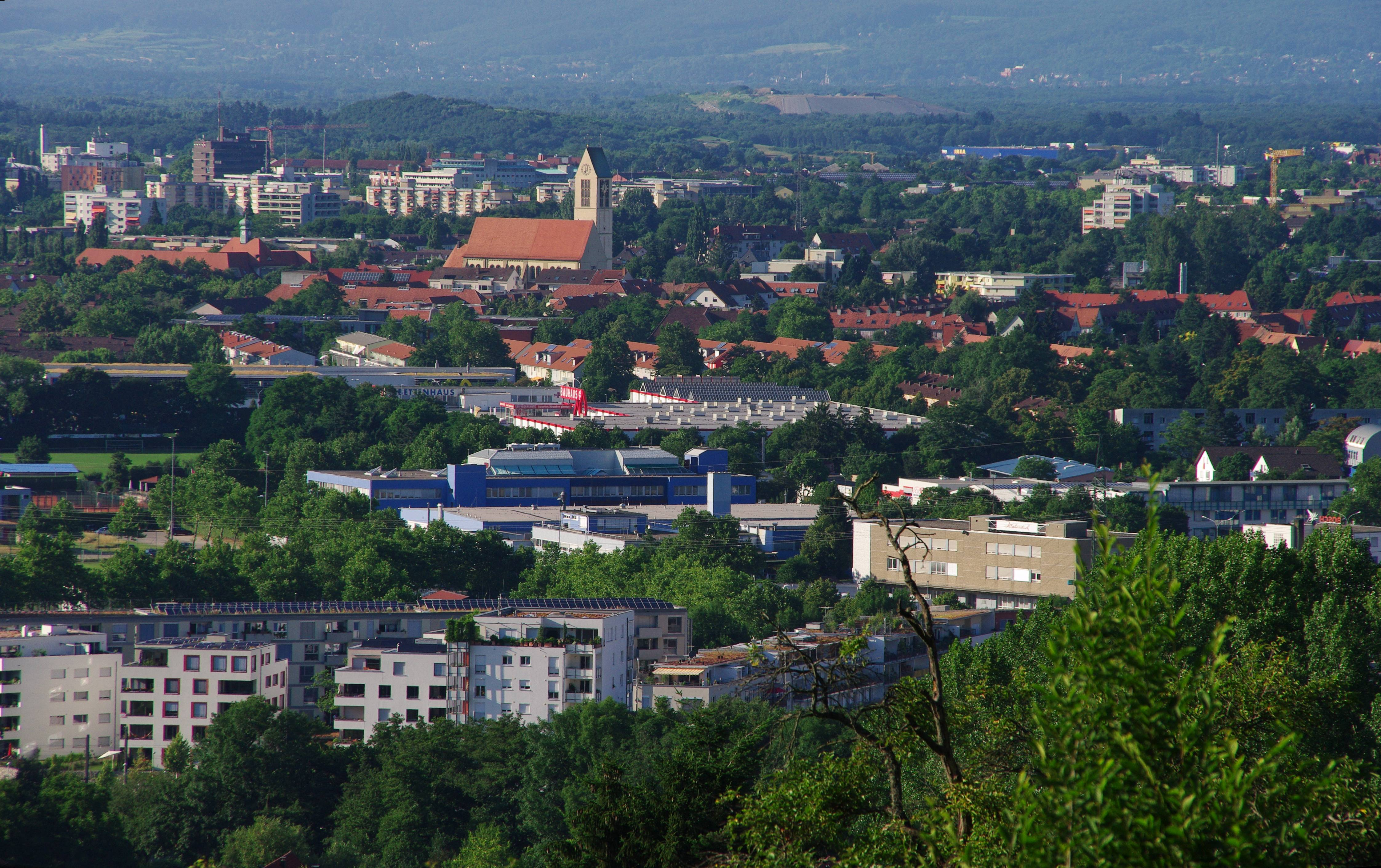
Blick vom Jesuitenschloss in Richtung Freiburg-Haslach

Das Jesuitenschloss ist ein herrschaftliches Anwesen in Merzhausen bei Freiburg im Breisgau, gelegen an der Nordseite des Schönbergs. Von dort bietet sich ein weiter Blick über das unmittelbar nördlich gelegene Freiburg, den Kaiserstuhl und den südlichen Schwarzwald.
Die Jesuiten, die ab 1620 an der Freiburger Universität lehrten, erhielten am 10. Februar 1635 das Gut von der Familie Schnewlin-Bernlapp von Bollschweil als Schenkung. Erbaut wurde das Herrenhaus laut der aus dem Jahre 1901 stammenden Tafel über dem Eingang im Jahre 1666, wobei an diesem Datum berechtigte Zweifel herrschen. Jedenfalls wurde das Gebäude Anfang der 1730er Jahre nach Plänen des neu nach Freiburg berufenen Jesuiten-Professors und Liebhaberarchitekten Joseph Guldimann aufgestockt und ausgebaut. Die Anlage wurde von den Jesuiten „Tusculum“ genannt und diente ihnen als Rückzugsort.
Als der Orden 1773 aufgelöst wurde, kauften die Schnewlin-Bernlapp, die Freiherren von Bollschweil, ihr ursprüngliches Schloss für 66.000 fl. zurück. Anschließend ging der Besitz an die Familie Kageneck. Zumeist wurde das Anwesen als Adelssitz genutzt und erfuhr viele bauliche Veränderungen. 1898 erwarb die Freiburger Heiliggeistspitalstiftung den Komplex und verpachtete ihn.
Seit 1985 ist das Weingut der Heiliggeistspitalstiftung, das 1298 erstmals erwähnte Stiftungsweingut Freiburg, in dem Anwesen etabliert. Neben dem Weingut befindet sich eine Probierstube und ein großer Saal. Des Weiteren findet sich auf dem Schlossgelände ein Restaurant mit Aussicht über Freiburg.